# Fighter (KANA-BOONの曲)
「Fighter」（ファイター）は、2017年3月1日にキューンミュージックからリリースされた日本のロックバンド・KANA-BOONの楽曲で、メジャー10枚目のシングル。

## 概要
- 前作「Wake up」より、約5ヶ月ぶりのシングル。
- 表題曲は、MBS・TBS系テレビアニメ『機動戦士ガンダム 鉄血のオルフェンズ』第2期の2ndオープニングテーマ。「戦場での一瞬の輝き」をテーマとしている[3]。また、カップリング曲である『君を浮かべて』は羽生結弦が出演する日本赤十字社『はたちの献血』のCMソング。
- 初回限定盤には、昨年冬に行われた『KANA-BOON冬のワンマンライブ 〜セットリストはぼく・わたしにまかせな祭〜』のライブ映像を収録したDVDが付属する。また期間生産限定盤は『鉄血のオルフェンズ』描き下ろし絵柄デジパック仕様となっており、カップリング曲に表題曲のテレビサイズバージョンを収録している。
- ミュージック・ビデオのロケ地は、福島県いわき市に存在する「ヘレナ国際ホテル」という廃墟で撮影された。

## 収録内容

### CD
- 全作詞、作曲：谷口鮪

1. Fighter
MBS・TBS系テレビアニメ『機動戦士ガンダム 鉄血のオルフェンズ』第2期オープニングテーマ。
2. スーパームーン
3. 君を浮かべて
日本赤十字社『はたちの献血』CMソング
4. Fighter (TV size)
期間生産限定盤のみ収録。
5. Fighter (Instrumental / TV size)
期間生産限定盤のみ収録。

### DVD (初回生産限定盤のみ)
- KANA-BOON冬のワンマンライブ 〜セットリストはぼく・わたしにまかせな祭〜 at Zepp Tokyo

1. 1.2. step to you
2. 白夜
3. さくらのうた
4. 羽虫と自販機
5. A.oh!!
6. 眠れぬ森の君のため